# Steveniella
Steveniella là một chi thực vật có hoa trong họ, Orchidaceae.